# 1807 en science
| Années de la science : 1804 - 1805 - 1806 - 1807 - 1808 - 1809 - 1810    |
| Décennies de la science : 1770 - 1780 - 1790 - 1800 - 1810 - 1820 - 1830 |

Cet article présente les faits marquants de l'année 1807 en science.

## Événements
- 30 janvier : l'ingénieur suisse François Isaac de Rivaz dépose le premier brevet pour machine avec moteur à combustion interne à gaz (mélange hydrogène-oxygène)[1].

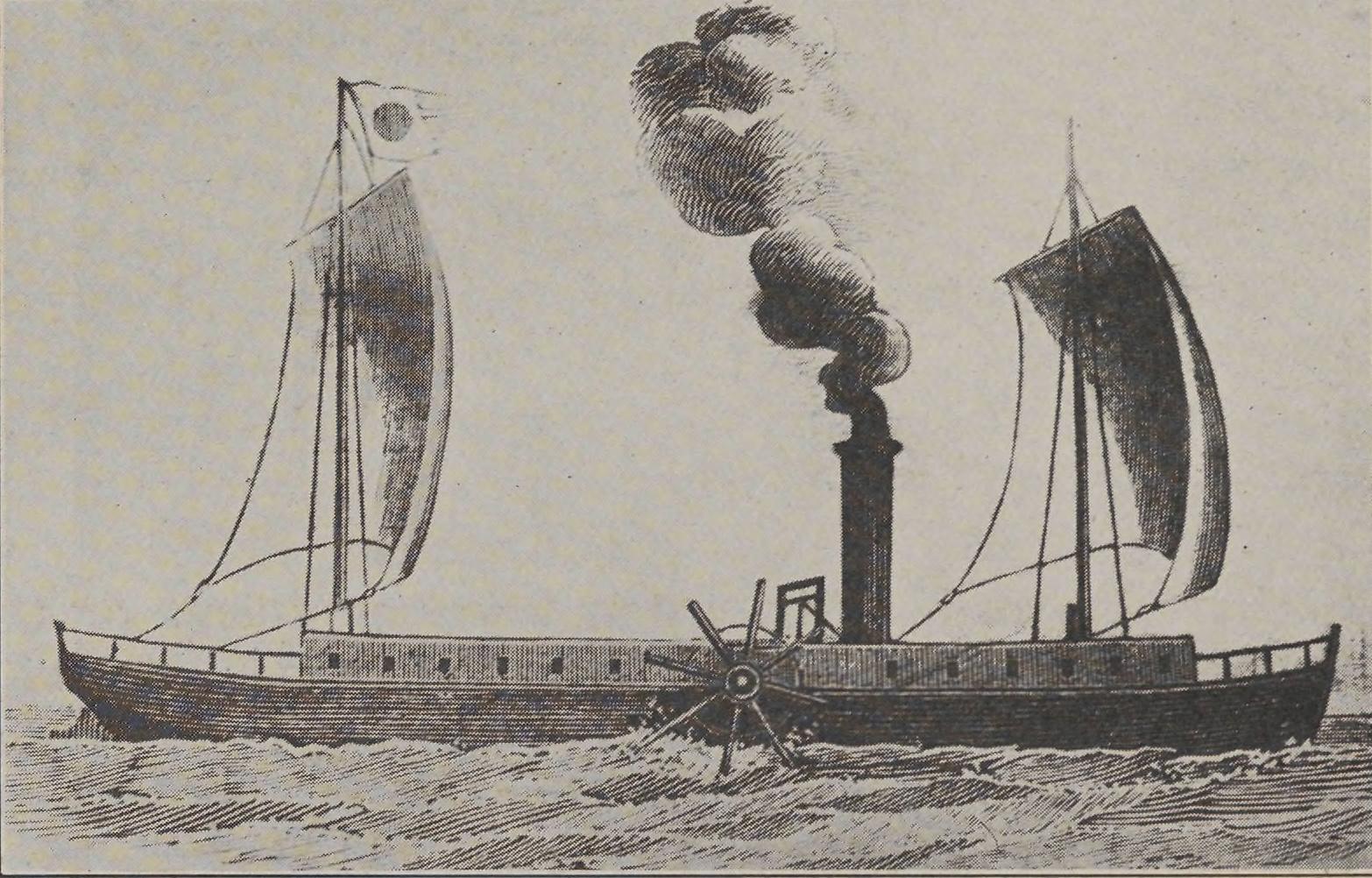
Le Clermont en 1810.

- 29 mars : l'astronome allemand Heinrich Olbers découvre l'astéroïde 4 Vesta[2].

- 3 avril : Claude et Nicéphore obtiennent un brevet pour l'invention du pyréolophore, un moteur à combustion interne[3], signé par Napoléon Ier le 20 juillet.
- 9 mai : William Cubitt obtient un brevet pour un autorégulateur pour les moulins à vent[4].

- 17 août : l'inventeur américain Robert Fulton lance le Clermont, un bateau à vapeur sur l'Hudson. Il assure une ligne régulière de New-York à Albany[5] en 32 heures pour 240 km (7,50 km/h en moyenne) avec une quarantaine de personnes à bord[6].

- 13 octobre : réunion de fondation de la Société géologique de Londres à la Freemasons' Tavern (en)[7].

- Le chimiste britannique Sir Humphry Davy isole les éléments chimiques sodium et potassium en réalisant l'électrolyse de la soude et de la potasse[8].
- Le danois Bertel Sanders dépose un brevet pour un système de bouton-pression[9].
- Le naturaliste suisse Isaac-Bénédict Prévost publie ses découvertes sur l'origine fongique de la carie du blé et suggère l'utilisation de sel de cuivre comme traitement préventif des semences. Bien que reçue froidement à l'Institut de France, ce travail ouvre la porte aux techniques de sulfatage largement utilisées depuis[10].

## Publications
- Samuel Hahnemann : Fingerzeige auf den homöopathischen Gebrauch der Arzneien in der bisherigen Praxis où il nomme pour la première fois sa méthode thérapeutique « homéopathie ».
- Thomas Young : A Course of Lectures on Natural Philosophy and the Mechanical Arts (Conférences sur la philosophie naturelle et les arts mécaniques), Londres.

## Prix
- Médailles de la Royal Society
  - Médaille Copley : Everard Home

## Naissances

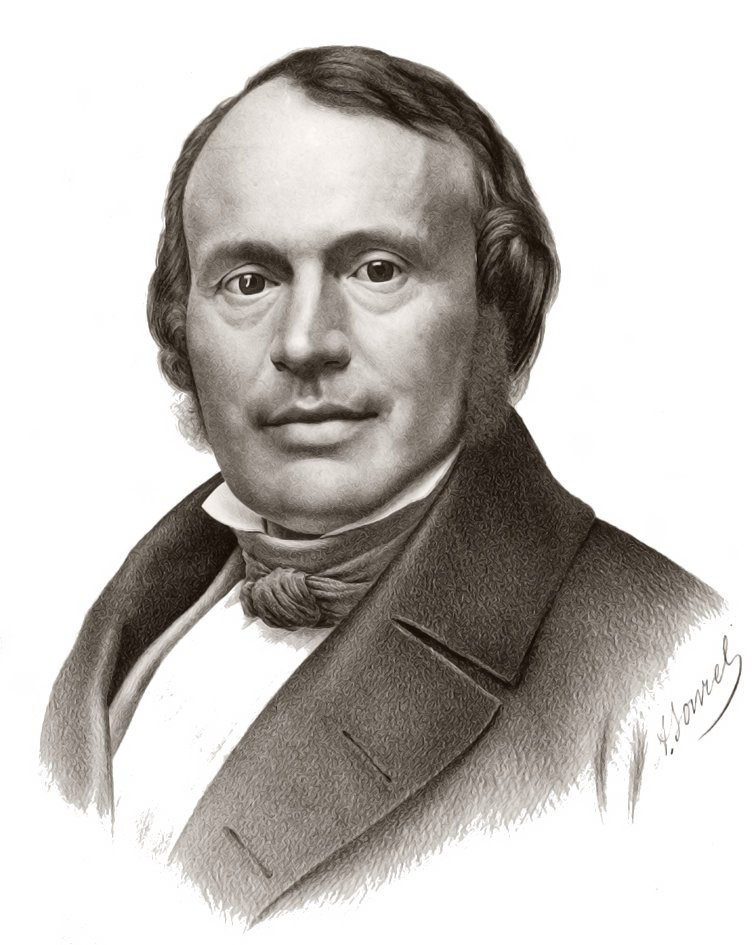
Louis Agassiz

- 6 janvier : Joseph Petzval (mort en 1891), mathématicien, inventeur et physicien allemand hongrois.
- 10 janvier : Alphonse Delacroix (mort en 1878), architecte et archéologue français.
- 15 janvier : Hermann Burmeister (mort en 1892), zoologiste argentin, d'origine et prussienne.
- 27 janvier : Émile Prisse d'Avesnes (mort en 1879), explorateur, égyptologue, archéologue et journaliste français.
- 28 janvier : Robert McClure (mort en 1873), officier irlandais, explorateur de l'Arctique.

- 26 février : Théophile-Jules Pelouze (mort en 1867), chimiste français.

- 22 avril : Luigi Palmieri (mort en 1896), volcanologue et météorologue italien.

- 28 mai : Louis Agassiz (mort en 1873), zoologiste et géologue américano-suisse.

- 8 juin : Arnold Escher von der Linth (mort en 1872), géologue suisse.
- 15 juin : Léon de Laborde (mort en 1869), archéologue et homme politique français.
- 28 juin : Gustav Heinrich Emil Ohlert (mort en 1871), zoologue allemand.

- 12 août : George Busk (mort en 1886), chirurgien, zoologiste et paléontologue britannique.

- 6 septembre : Pierre Alexis Francis Bobœuf (mort en 1874), chimiste français.
- 28 septembre : Arnold Henri Guyot (mort en 1884), géologue et géographe suisse, naturalisé américain.
- 25 octobre : Émile Grignard (mort en 1870), géomètre du cadastre français.

- 14 novembre : Auguste Laurent (mort en 1853), chimiste français.
- 30 novembre : William Farr (mort en 1883), médecin épidémiologiste et statisticien britannique.

- Marie-Joseph Brune (mort en 1890), archéologue français.
- Joseph Hekekyan (mort en 1875), égyptologue arménien.

## Décès
- 4 avril : Joseph Jérôme Lefrançois de Lalande (né en 1732), astronome français.
- 14 avril : Jeremias Benjamin Richter (né en 1762), chimiste allemand.

- 20 juin : Ferdinand Berthoud (né en 1727), horloger suisse et fabricant d’instruments scientifiques.

- 27 juillet : Pierre Marie Auguste Broussonet (né en 1761), naturaliste et médecin français.
- 31 juillet : Jean Bernoulli III (né en 1744), mathématicien et physicien suisse.
- 11 novembre : Jean-Édouard Adam (né en 1768), chimiste et physicien français.